# Donzelli (cognome)
Donzelli è un cognome di lingua italiana.

## Varianti
Donzella, Donzello.

## Origine e diffusione
Cognome tipicamente panitaliano, compare prevalentemente in Lombardia.
Potrebbe derivare dal termine donzella, dall'italiano volgare dominicella, donnicella, "piccola donna". È affine al cognome Domenico.

## Persone
- Giovanni Donzelli – politico italiano
- Giuseppe Donzelli – nobile italiano
- Marc'Antonio Donzelli – pittore italiano